# Razorfish
Razorfish est une agence de communication, propriété de l'entreprise française Publicis Groupe.

## Présentation
L'entreprise est acquise à Microsoft par Publicis Groupe en 2009. Depuis le 1er janvier 2021, l’agence est sa propre entité au sein du groupe Publicis[réf. souhaitée].
L’agence compte 300 employés à Paris, Nancy et Lille. 

## Produits
En 2022, l’agence lance son « Razoscan », outil destiné à aider les entreprises à réduire l’empreinte environnementale de leurs sites web.